# Halsbandsnattskärra
Halsbandsnattskärra (Antrostomus ridgwayi) är en huvudsakligen centralamerikansk fågel i familjen nattskärror.

## Utseende och läten
Halsbandsnattskärran är en rätt liten (21,5–24,5 cm) nattskärra. Den liknar västlig skriknattskärra som den delar utbredningsområde med, men är mindre och mer kortstjärtad. Fjäderdräkten är generellt ljusare, gråare och mindre kontrastrikt tecknad. Den har vidare ett karakteristiskt och obrutet beigefärgat halsband som gett arten dess namn. I flykten syns att den har mindre inslag av vitt på stjärthörnen, enbart på innerfanet av de yttre stjärtpennorna. Sången består av en stigande serie snabba tjippande ljud, "tup to to tu tu ti ti trridip", som accelererar och avslutas i en litet trudelutt. Även enkla, torra och snabba klickande läten hörs.

## Utbredning och systematik
Halsbandsnattskärra delas in i två underarter med följande utbredning:
- Antrostomus ridgwayi ridgwayi – förekommer i sydöstra Arizona och västra Mexiko (från Sonora till Oaxaca)
- Antrostomus ridgwayi troglodytes – förekommer i central Guatemala, Honduras och centrala Nicaragua

### Släktestillhörighet
Arten placerades tidigare i Caprimulgus men genetiska studier visar att den står närmare Phalaenoptilus och Nyctiphrynus.

## Levnadssätt
Halsbandsnattskärran hittas i torr öken med inslag av snår och buskar, i liknande miljö som dvalnattskärran.

## Status och hot
Arten har ett stort utbredningsområde och en stor population bestående av uppskattningsvis två miljoner vuxna individer. Den tros minska i antal, dock inte tillräckligt kraftigt för att den ska betraktas som hotad. Internationella naturvårdsunionen IUCN kategoriserar därför arten som livskraftig (LC).

## Namn
Fågelns vetenskapliga artnamn hedrar den amerikanske ornitologen Robert Ridgway (1850-1929).